# 半七捕物帳 (1979年のテレビドラマ)
半七捕物帳（はんしちとりものちょう）は1979年4月3日から1979年9月25日までテレビ朝日で放送されたテレビドラマである。岡本綺堂による同名の時代小説を原作とする。
主演にはテレビ朝日版で1971年10月から1972年3月まで主人公を務めた平幹二朗に代わり、本作は歌舞伎俳優の七代目・尾上菊五郎を起用。「江戸の目明しを主人公とした捕物帳物」の時代劇だが、本作の特徴としては、活劇よりも筋立てを重視した謎解き指向の作風でありクライマックスが必ずしも主人公による大立ち回りではない（立ち回りが発生しない場合もある）点にある。また捕物帳物で通例である「主人公をライバル視する目明し」も、レギュラーとしては登場しない。
2025年1月7日から2月11日までBS松竹東急にて平日13:30 - 14:30に放送された。再放送は平日8:30 - 9:30放送。

## 放送時間
- 毎週火曜21:00 - 21:54

## キャスト
- 半七：尾上菊五郎
- お仙：名取裕子
- 熊蔵：下川辰平
- 松吉：坂東八十助
- 善八：森川正太
- おふじ：八木孝子
- 源次：小島三児
- 岡崎長四郎：長門勇
- おのぶ：人見ゆかり
- おたま：中條郷子
- およし：里見奈保
- 文字房：浜木綿子
- 吉五郎：松本幸四郎

## スタッフ
- 原作：岡本綺堂
- 脚本：笠原和夫、安田公義、下飯坂菊馬、国弘威雄、広沢栄、村尾昭、服部佳、竹内勇太郎、津上忠、吉田義昭、村上元三
- 音楽：山下毅雄
- 監修：岸井良衛
- 主題歌
  - 作詞：菊池正次
  - 作曲：山下毅雄
  - 唄：ロイヤルナイツ、伊集加代子
- ナレーター：黒沢良
- 殺陣：松尾玖治
- 協力：松竹株式会社演劇部
- プロデューサー：荻野隆史、矢島進、大塚貞夫
- 監督：安田公義、原田隆司、西山正輝、山下耕作、鈴木敏郎、山崎大助、山田達雄、小野田嘉幹、松尾昭典
- 制作：テレビ朝日、歌舞伎座テレビ

## サブタイトル
| 話     | 放送日  | サブタイトル                 | 脚本       | 監督       | ゲスト |
| ------ | ------- | ---------------------------- | ---------- | ---------- | --- |
| 第1話  | 4月3日  | 異人の首                     | 笠原和夫   | 安田公義   | 永島暎子、蟹江敬三、辻萬長、陶隆司、二見忠男 |
| 第2話  | 4月10日 | 刀傷 吉良の脇差              | 安田公義   | 原田隆司   | 中尾彬、池波志乃、鷲尾真知子、露原千草、内田稔 |
| 第3話  | 4月17日 | 矢がすりの女                 | 下飯坂菊馬 | 西山正輝   | 野平ゆき、戸浦六宏、堀内正美 |
| 第4話  | 4月24日 | 大坂屋花鳥                   | 下飯坂菊馬 | 山下耕作   | 吉行和子、天本英世、藤代佳子、長谷川弘、真家宏満、林啓子、広田正光、中平哲仠、北泉展江、近藤準、だるま二郎、福原ひとみ、清家栄一、長谷川真砂美                       |
| 第5話  | 5月1日  | 人情廻り燈篭                 | 国弘威雄   | 安田公義   | 荒谷公之、深江章喜 |
| 第6話  | 5月8日  | 河豚太鼓                     | 下飯坂菊馬 | 山下耕作   | 松尾嘉代、三上真一郎、綾川香、金井由美、玉村駿太郎、宮内順子、若杉透、倉石一旺、峯岸秀憲、飛鳥裕子、葛生征樹、篠田まさ子、大島典子、藤原友宏                         |
| 第7話  | 5月15日 | 唐人飴                       | 笠原和夫   | 安田公義   | 新橋耐子、白木万理、渡辺やよい、清川新吾、北村晃一、中庸助、北條清嗣、小山源喜、浦信太郎、加藤三和、北川巧                                                           |
| 第8話  | 5月22日 | 怪談津の国屋                 | 広沢栄     | 原田隆司   | 夏純子、石田信之、大前均、夏海千佳子、真田五郎、宮田光、神戸泰子、井岡文世、大矢甫、刀原章光                                                                         |
| 第9話  | 5月29日 | 蟹のお角（かく）             | 村尾昭     | 山下耕作   | 野川由美子、入川保則、森幹太、早川絵美、野口貴史、根岸一正、藤江リカ、相原巨典、大山豊、石垣守一、門脇三郎、熊谷卓三、下川江那、小寺大助                             |
| 第10話 | 6月5日  | 張子の虎                     | 服部佳     | 鈴木敏郎   | 赤座美代子、菅貫太郎、富川徹夫、新海百合子、有馬昌彦、市地洋子、新井一夫、木下ゆず子、篠田薫、大峰順二、北見玲子、谷口香織                                           |
| 第11話 | 6月12日 | お化け半鐘                   | 広沢栄     | 安田公義   | 御木本伸介、市川男寅、中村英生、福原秀雄、猪野剛太郎、中島葵、三上剛、上野綾子、村上幹夫、戸塚孝                                                                     |
| 第12話 | 6月19日 | 帯取りの池                   | 竹内勇太郎 | 原田隆司   | 本阿弥周子、長澄修、結城しのぶ、阿部寿美子、森章二、山本昌平、たくみさよ、永井英代、照内敏晴、門脇三郎、保木本克也、大前千津子、窪田尚子                             |
| 第13話 | 6月26日 | チャルゴロを聴く女           | 下飯坂菊馬 | 山下耕作   | 波乃久里子、佐藤仁哉、剣持伴紀、関弘子、金内喜久夫、北見治一、中島元、野上裕二、若原初子、安田裕治                                                                   |
| 第14話 | 7月3日  | 小女郎狐（こじょろうぎつね） | 下飯坂菊馬 | 鈴木敏郎   | 柴田侊彦、 田島令子、加山麗子、吉田義夫、内田喜郎、山岡徹也、花布辰夫、菅野直行、音羽久米子、五月晴子、石津康彦、飯田テル子、山田登是、なかはら五月                  |
| 第15話 | 7月10日 | かむろ蛇                     | 安田公義   | 山崎大助   | ピーター、川口敦子、石井くに子、袋正、平田守、三上左京、山本昌平、佐藤宏之、田中筆子、市川八重、横山あきを、九重ひろ子、竹下江里子、佐藤美津子、篠田よし子、名川貞郎 |
| 第16話 | 7月17日 | 二人（ににん）女房           | 下飯坂菊馬 | 山田達雄   | 長内美那子、藤木敬士、田口計、佐原健二、星美智子、大橋芳枝、高杉哲平、高野浩之、町田博子、里木佐甫良、太田美緒、山田禅二、笠川淳子、中屋敷鉄也、姿鉄太郎             |
| 第17話 | 7月24日 | 化け銀杏                     | 津上忠     | 山崎大助   | 松山省二、左右田一平、津山登志子、勝部演之、市原清彦、伊藤敏孝、増田順司、保科三良、和沢昌治、木田三千雄、奥村公延、内藤正典、湯原一昭、伊藤弘一、萩原竹夫           |
| 第18話 | 7月31日 | 金の蝋燭                     | 竹内勇太郎 | 西山正輝   | 根上淳、松木路子、小林勝彦、加藤和夫、中山昭二、島田順司、若松和子、星野暁一、飯田裕美、安田隆、宮本元、峯秀一、湯沢勉                                               |
| 第19話 | 8月7日  | 湯屋の二階                   | 笠原和夫   | 西山正輝   | 森次晃嗣、服部妙子、高木二朗、高田直久、五味龍太郎、風戸佑介、野本博、加地健太郎、西国成男、松川暢生、平沢公太郎                                                     |
| 第20話 | 8月14日 | 槍突き無情                   | 吉田義昭   | 山田達雄   | 長谷川明男、佐野アツ子、須藤健、花岡菊子、マキノ佐代子、成川哲夫、高松政雄、小木洋子、摂祐子、伊丹加寿子、中村文弥、岡田勝、中摩麻美、高井薫                         |
| 第21話 | 8月21日 | 怪談おいてけ堀の女           | 下飯坂菊馬 | 小野田嘉幹 | 宮本信子、近藤洋介、山下毅雄、綾瀬桜、原田清人、戸川暁子、だるま二朗、長谷川俊子、堺博之、木島みゆき、門脇三郎                                                       |
| 第22話 | 8月28日 | お照の父                     | 服部佳     | 山崎大助   | 垂水悟郎、清水めぐみ、今井健二、鹿内孝、三條泰子、林孝一、和久井節緒、江幡高志、古川聡、山口譲、神戸まなみ、中島元                                                   |
| 第23話 | 9月4日  | むらさき鯉                   | 笠原和夫   | 小野田嘉幹 | 日色ともゑ、橋本功、中野誠也、織本順吉、立原博、宗方奈実子、原口剛、松本敏男、松井良                                                                                 |
| 第24話 | 9月11日 | 闇からの声                   | 村尾昭     | 松尾昭典   | 三林京子、小原秀明、伊達三郎、穂高稔、久保田鉄男、中平哲仠、八木秀司、藤田安男、西真澄、大村千吉、村上幹夫、暮林修、姿憲一                                           |
| 第25話 | 9月18日 | 十五夜御用心                 | 下飯坂菊馬 | 松尾昭典   | 樹木希林、佳那晃子、滝沢双、沖田駿一、長島隆一、玉村駿太郎、森章二、安田隆、真田五郎、金沢寿一、阿部渡、弘松三郎                                                     |
| 最終話 | 9月25日 | 歩兵の髪切り                 | 村上元三   | 山崎大助   | 佐藤充、中尾ミエ、睦五郎、林ゆたか、片桐竜次、天草四郎、伊藤豪、早川研吉、黒田福美、近江信行、小島光貴、津路清子                                                     |